# Elkhorn, Kalifornien
Elkhorn är en så kallad census-designated place i Monterey County i Kalifornien. Vid 2010 års folkräkning hade Elkhorn 1 565 invånare.